# Collegiata di Neuchâtel
La collegiata di Neuchâtel  (in francese Collégiale de Neuchâtel) è un luogo di culto riformato di Neuchâtel; l'edificio è situato nel centro storico della città.

## Storia
La chiesa collegiata fu costruita nell'ultimo quarto del XII secolo e dedicata nel 1276 a Nostra Signora (Notre-Dame). Nel 1530, con il passaggio alla Riforma protestante di Neuchâtel, divenne il principale luogo di culto riformato e fino al 1696 (anno di costruzione della chiesa riformata o Temple du Bas) l'unica chiesa parrocchiale della città.

## Descrizione
La collegiata è un edificio gotico ricco di arredi e opere d'arte; ospita la tomba dei conti di Neuchâtel, monumento policromo di fine Medioevo (XIV-XV secolo) costituito da quindici statue in grandezza naturale rappresentanti i conti e le loro consorti.